# Dysidea amblia
Dysidea amblia är en svampdjursart som först beskrevs av De Laubenfels 1930.  Dysidea amblia ingår i släktet Dysidea och familjen Dysideidae.
Artens utbredningsområde är Kalifornien. Inga underarter finns listade i Catalogue of Life.